# Ruth von Zerboni
Ruth von Zerboni di Sposetti (* 9. April 1903 in Wilhelmsgrund bei Rawitsch, Provinz Posen; † 26. August 1991 in München) war eine deutsche Schauspielerin.

## Leben
Ruth von Zerboni war eine von vier Töchtern von Walter von Zerboni di Sposetti (1875–1914). Der Vater fiel im Ersten Weltkrieg, die Familie zog danach nach München. Ruth von Zerboni nahm Schauspielunterricht und wurde an den Münchner Kammerspielen engagiert. Darauf folgten Engagements in Heidelberg, am Deutschen Schauspielhaus in Hamburg, in Frankfurt am Main, Leipzig und schließlich am Preußischen Staatstheater in Berlin.
Im Mai 1947 gründete sie in der Villa Zerboni in Gauting  bei München eine private Schauspielschule, deren Leitung sie bis zu ihrem Tod 1991 innehatte. Bekannte Absolventen ihrer Schule waren Hans Clarin, Peter Schamoni und Lisa Fitz. Heute befindet sich die Schauspielschule Zerboni in Grünwald. Bis 2011 wurde sie von Ruth von Zerbonis Tochter Ulrike Behrmann von Zerboni geleitet.
Ruth von Zerboni war in erster Ehe mit dem Schauspieler Harry Buckwitz verheiratet, von 1934 bis 1939 in zweiter Ehe mit dem Arzt Hartmut Doermer (aus dieser Ehe stammt der Sohn Christian) und in dritter Ehe seit 1939 mit dem Arzt Wolf Dietrich Germer (aus dieser Ehe stammt die Tochter Ulrike).
1984 wurde sie mit dem Günther-Klinge-Preis der Gemeinde Gauting ausgezeichnet. Ihr Grab befindet sich auf dem Waldfriedhof Obermenzing.

## Filmografie
- 1936: Das Hofkonzert – Regie: Detlef Sierck
- 1954: Gefangene der Liebe – Regie: Rudolf Jugert
- 1955: Schneeweißchen und Rosenrot – Regie: Erich Kobler
- 1955: Schneewittchen und die sieben Zwerge – Regie: Erich Kobler
- 1967: Mahlzeiten – Regie: Edgar Reitz
- 1969: Heiße Jagd auf wilde Täubchen / Wenn Täubchen Federn lassen – Regie: Lothar Brandler